# Saud II. ibn Faisal
Saud II. ibn Faisal (arabisch سعود بن فيصل بن تركي آل سعود, DMG Saʿūd b. Faiṣal b. Turkī Āl Saʿūd; † 1873) war Imam der Wahhabiten (1871–1873).

## Leben
Saud war ein Sohn von Faisal ibn Turki Al Saud und erkannte die Herrschaft seines Bruders Abdallah III. ibn Faisal (1865–1871) nicht an. In dem ausbrechenden Bürgerkrieg musste er sich zunächst nach Oman zurückziehen, doch konnte er nach einem Sieg über die Truppen Abdallahs 1870 die Kontrolle über Ostarabien erringen. Die Eroberung von Riad gelang ihm 1871, wobei sich Abdallah III. aber zu den Osmanen in den Irak flüchten konnte.
Als Abdallah die Osmanen zur Hilfe rief, besetzten diese die Provinz al-Hasa und unterstellten sie ihrer Herrschaft (1872). Aber auch im Nadschd war die Herrschaft von Saud II. nicht unumstritten. So musste er wegen eines Aufstandes zeitweise aus Riad flüchten. Da die Kämpfe mit dem Bruder Abdallah andauerten, versank das Land zunehmend in Anarchie. Saud II. starb 1873 an Verwundungen, die er bei einem Feldzug gegen rebellische Stämme erlitten hatte. Dadurch gelang Abdallah III. ibn Faisal wieder die Rückkehr an die Macht.

## Nachkommen
Saud hatte mindestens fünf Söhne von zwei Ehefrauen. Sein Enkel Saud bin Abdulaziz ist Begründer des Saud-al-Kabir-Zweigs der Saudi-Dynastie. Sein Urenkel Fahd (* 1948) ist ehemaliger assistierender Verteidigungsminister Saudi-Arabiens. Sauds Ururenkel Faisal (* 1950) ist ehemaliger Bildungsminister. Nura (* 1988), eine Urururenkelin von Saud, ist Gründerin der Saudi Fashion Week.
Siehe auch: Dynastie der Saud und Stammliste der Saudi-Dynastie